# My dark surprise
My dark surprise is het eerste studioalbum van Iain Jennings als soloartiest. Hij maakte toen nog deel uit van Mostly Autumn, maar zijn soloproject Breathing Space was op de klippen gelopen. Het album is opgenomen in de Fairview geluidsstudio, waar ook Mostly Autumn haar albums opnam.

## Musici
- Iain Jennings – toetsinstrumenten
- Mark Chatterton – zang
- Stu Fletcher – basgitaar
- Gavin Griffiths – slagwerk (ook van Mostly Autumn)
- Colin Elsworth – gitaar (tracks 3,5,6,7,8,9,10)
- Andy Newlove – gitaar (1,2,4,5,7, 10)
- Liam Davison – gitaar (1,7,8,9,10) (ook van Mostly Autumn)
- James Russell – saxofoon (tracks 4,5)
- Abi Sciberras - achtergrondzang

## Muziek
Alle muziek van Jennings, alle teksten van Chatterton

| Nr. | Titel                     | Duur |
| --- | ------------------------- | ---- |
| 1.  | Take control              | 5:12 |
| 2.  | Change the shape          | 5:06 |
| 3.  | Hiding from my fears      | 4:33 |
| 4.  | My dark surprise          | 4:23 |
| 5.  | Stand inside the shadow   | 6:03 |
| 6.  | That’s why I fly          | 5:29 |
| 7.  | A choice to make a change | 6:38 |
| 8.  | Nowhere in my head        | 5:33 |
| 9.  | A mirror of me            | 7:48 |
| 10. | Just your genetic         | 6:01 |